# Kristina Graovac
Kristina Graovac (Skabelon:Lang-sr-cyr; født 14. august 1991 i Pirot, Serbien) er en serbisk håndboldspiller, som spiller for tyske Bayer 04 Leverkusen i Handball-Bundesliga Frauen og Serbiens kvindehåndboldlandshold.
Hun blev udtaget til landstræner Uroš Bregars trup ved VM i kvindehåndbold 2021 i Spanien, hvor det serbiske hold blev nummer 12.